# Mai Văn Hòa
Mai Văn Hòa (1 tháng 6 năm 1926 tại Hà Nội - 14 tháng 5 năm 1971 tại Sài Gòn) là một vận động viên bóng bàn nổi tiếng của miền Nam Việt Nam (trước 1975). Ông là một Việt kiều Campuchia hồi hương vào năm 1947 (cùng với anh là Mai Văn Chất), ông nổi tiếng với cách đánh phòng thủ, và đã được làng bóng bàn thế giới đặt biệt hiệu "Vạn Lý Trường Thành" và được xem là tay vợt tiêu biểu nhất của lịch sử bóng bàn thế giới về lối đánh phòng thủ. Ông từng đứng thứ 8 thế giới vào năm 1958, và trở thành 1 trong 2 tay vợt bóng bàn duy nhất của Việt Nam từng nằm trong tóp 10 thế giới.

## Sự nghiệp
Từ năm 1950 đến năm 1959, Mai Văn Hòa đã được đề cử bảy lần tham gia giải vô địch bóng bàn thế giới. Thành công lớn nhất của ông đã chiến thắng huy chương đồng trong năm 1959 với đội Việt Nam Cộng hòa. Năm 1953 và 1954 ông vô địch châu Á ở nội dung thi đấu đơn nam. Ở nội dung thi đấu đôi, ông cùng với Trần Cảnh Được đã giành được huy chương vàng trong năm 1953 và năm 1957, và huy chương bạc năm 1954. Với toàn đội, ông đoạt huy chương bạc năm 1953 tại giải vô địch Châu Á năm 1957. Tại Đại hội Thể thao châu Á 1958 tại Nhật Bản, ông đã giành huy chương vàng trong nội dung thi đấu đôi, với Trần Cảnh Được và huy chương vàng giải toàn đội với đội bóng bàn Việt Nam Cộng hòa (ông Đinh Văn Ngọc làm trưởng đoàn, ông Chu Văn Sáng làm huấn luyện viên, cùng năm tay vợt là Mai Văn Hòa, Trần Cảnh Được, Trần Văn Liễu, Lê Văn Tiết và Nguyễn Kim Hằng). Lần đó, Mai Văn Hòa đã đánh thắng Toshiaki Tanaka, lúc đó đang là đương kim vô địch thế giới.
Được Liên đoàn bóng bàn thế giới ITTF xếp hạng 8 toàn cầu năm 1957 và xếp hạng 12 năm 1959.
Lần cuối cùng, ông thi đấu quốc tế là vào tháng 9 năm 1962 tại Úc.
Ông qua đời năm 1971 tại Sài Gòn vì tai nạn giao thông.

## Thành tích quốc tế trong hồ sơ lưu trữ của ITTF
| Đội tuyển | Cuộc thi                 | Năm  | Địa điểm  | Quốc gia | Đơn nam | Đôi nam  | Kết hợp       | Đồng đội |
| --------- | ------------------------ | ---- | --------- | -------- | ------- | -------- | ------------- | -------- |
| VNCH      | Giải vô địch châu Á TTFA | 1957 | Manila    | PHI      |         | Vàng     |               | 1        |
| VNCH      | Giải vô địch châu Á TTFA | 1954 | Singapur  | SIN      | Vàng    | Bạc      |               |          |
| VNCH      | Giải vô địch châu Á TTFA | 1953 | Tokyo     | JPN      | Vàng    | Vàng     |               | 2        |
| VNCH      | Á vận hội                | 1958 | Tokyo     | JPN      |         | Vàng     |               | 1        |
| VNCH      | Giải vô địch thế giới    | 1959 | Dortmund  | FRG      | vòng 16 | vòng 128 | không tham dự | 3        |
| VNCH      | Giải vô địch thế giới    | 1957 | Stockholm | SWE      | vòng 32 | vòng 64  | bỏ            | 5        |
| VNCH      | Giải vô địch thế giới    | 1956 | Tokyo     | JPN      | vòng 32 | vòng 64  | không tham dự | 7        |
| VNCH      | Giải vô địch thế giới    | 1955 | Utrecht   | NED      | vòng 64 | vòng 128 | không tham dự | 9        |
| VNCH      | Giải vô địch thế giới    | 1952 | Bombay    | IND      | vòng 16 | vòng 32  | không tham dự | 5        |
| VNCH      | Giải vô địch thế giới    | 1951 | Viên      | AUT      | vòng 64 | vòng 16  | không tham dự | 7        |
| Pháp      | Giải vô địch thế giới    | 1950 | Budapest  | HUN      | vòng 64 | vòng 32  | không tham dự |          |

## Hậu nhân
Mai Hoàng Mỹ Trang, Mai Xuân Hằng (gọi Mai Văn Hòa là ông cậu) là hai tay vợt nữ bóng bàn hàng đầu Việt Nam (năm 2010).
Năm 1947, khi cùng anh là Mai Văn Chất hồi hương từ Nam Vang, hai anh em đã mở trường dạy bóng bàn Nam Việt (ở đường Bùi Thị Xuân, TP HCM bây giờ) và dạy nhiều học trò.